# Franca Sciutto
Franca Sciutto (* 14. Januar 1939 in Genua) ist eine italienische Schauspielerin.

## Leben
Sciutto stammt aus einer einfachen Familie und begann ihre darstellerische Laufbahn 1963 mit einer kleinen Rolle im Kofferfilm RoGoPaG, wo sie in Ugo Gregorettis Episode zu sehen war. Zwei Jahre später spielte sie am damals von Laerte Ottonelli geleiteten Stadttheater  Genua und erhielt sie beim Festival der Dialekttheater den Preis für ihre Verkörperung der „Mercedes“ in Carlo Boccas Komödie Barudda e Pipia. 1968 erhielt sie das Schauspieldiplom vom Centro Sperimentale di Cinematografia und von nun an war bis Mitte der 1970er Jahre in zahlreichen Polizeifilmen, Filmkomödien und musikbetonten Werken zu sehen, in denen sie meist Charakterrollen übernahm. Dann konzentrierte sie sich auf ihre auch vorher nicht aufgegebene Theaterkarriere, die sie viele Jahre am Teatro Stabile ihrer Geburtsstadt verfolgte.

## Filmografie (Auswahl)
- 1963: RoGoPaG
- 1970: Bataillon der Verlorenen (Uomini contro)
- 1972: Bruder Sonne, Schwester Mond (Fratello sole, sorella luna)
- 1972: Das Lied von Mord und Totschlag (Los amigos)
- 1974: Erotische Geschichten aus 1001 Nacht (Il fiore delle mille e una notte)